# Louis Bourgeois
Jean-Baptiste Louis Bourgeois (Saint Célestin de Nicolet, 19 marzo 1856 – 20 agosto 1930) è stato un architetto canadese, noto prevalentemente per avere disegnato il tempio bahai di Wilmette, Illinois, USA.

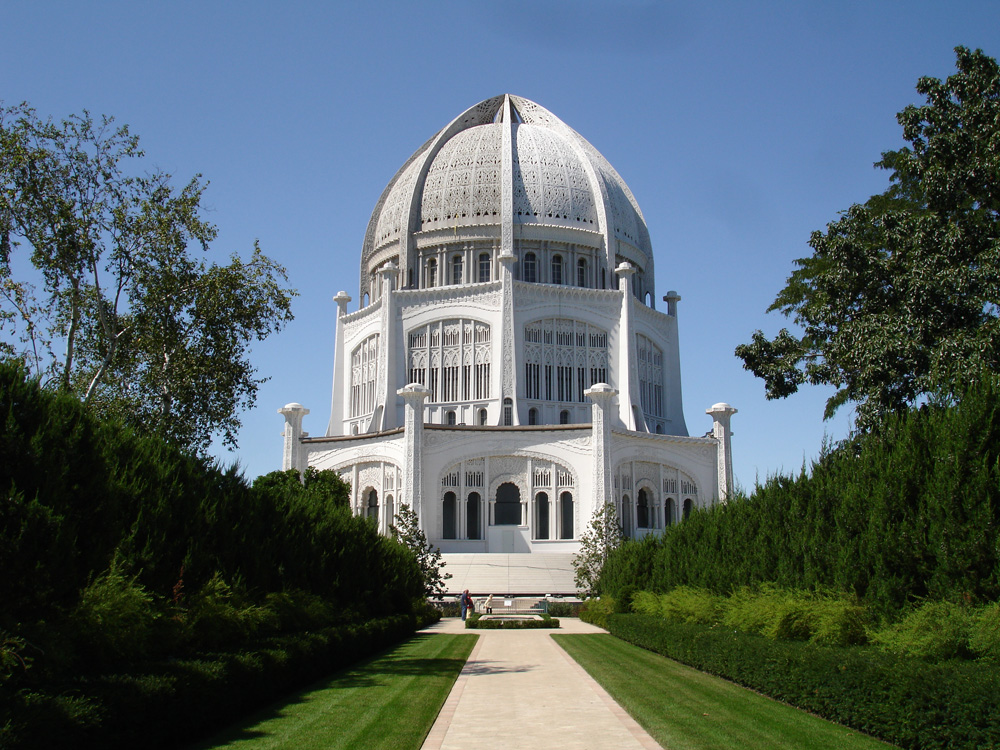
Tempio bahai di Wilmette

Dopo avere lavorato come impiegato nella cittadina di Trois-Rivières si trasferì per motivi familiari ed economici a Montréal per lavorare come apprendista scultore presso Napoléon Bourassa.
Napoléon Bourassa inviò Louis Bourgeois a Parigi per studiare e perfezionarsi, ma Bourgeois preferì lasciare gli studi e viaggiare visitando altri paesi come l'Italia, la Grecia, l'Egitto e l'Iran.
Bourgeois rientrò negli Usa nel 1886 a Chicago, dove lavorò con l'architetto americano Louis Henri Sullivan noto come padre del modernismo.
Successivamente si trasferì in California dove conobbe il pittore Paul de Longpré, di cui sposò la figlia Alice.
Durante un suo soggiorno a New York City, nell'inverno tra il 1906 e il 1907 si convertì alla religione bahai divenendone un fervido sostenitore tanto da recarsi a Teaneck, nel New Jersey per espandervi la locale comunità bahai.
Nel 1920 il suo progetto di tempio bahai da costruirsi a Wilmette fu scelto dalla Assemblea spirituale nazionale.
Nel decennio successivo Bourgeois dedicò la maggior parte del suo tempo alla costruzione del tempio e al suo finanziamento, nonostante la sua salute peggiorasse.
Louis Bourgeois morì il 20 agosto 1930 all'età di 74 anni. Il tempio di Wilmette da lui disegnato fu inaugurato nel 1953.